# Дуглас, Барри (футболист)
Барри Джеймс Дуглас (англ. Barry James Douglas; род. 4 сентября 1989, Глазго) — шотландский футболист, защитник польского клуба «Лех».

## Клубная карьера

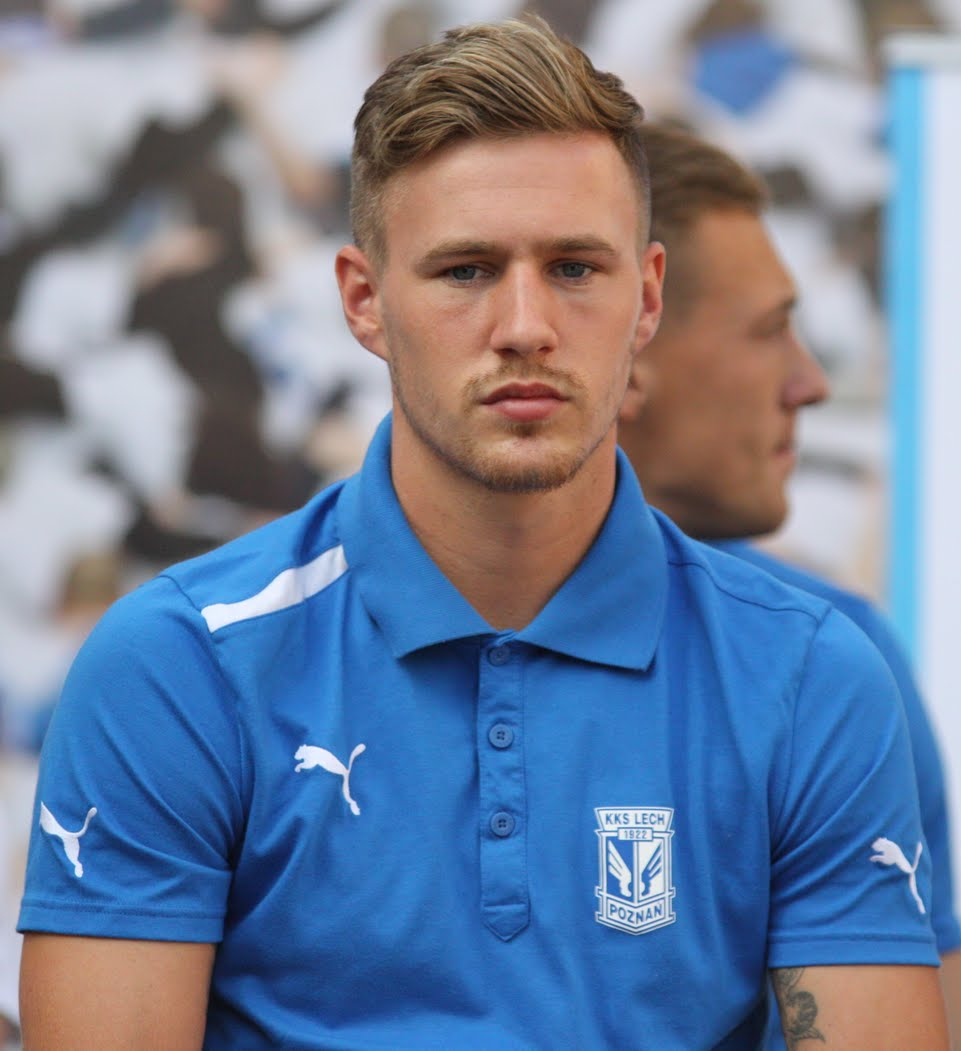
Барри на своей презентации в «Лехе»

Дуглас — воспитанник клуба «Куинз Парк», в составе которого он и дебютировал во Втором дивизионе Шотландии. Летом 2010 года Барри перешёл в «Данди Юнайтед». 22 августа в матче против «Инвернесс Каледониан Тисл» он дебютировал в шотландской Премьер-лиге. 19 февраля 2011 года в поединке против «Харт оф Мидлотиан» Дуглас забил свой первый гол за «Данди Юнайтед». В 2013 году контракт с клубом закончился и Барри на правах свободного агента подписал соглашение с польским «Лехом». 29 сентября в матче против «Видзева» он дебютировал в польской Экстраклассе. 3 августа 2014 года поединке против краковской «Вислы» Дуглас забил свой первый гол за «Лех». В этом же сезоне он помог клубу выиграть чемпионат, а через год завоевать Суперкубок Польши.
В начале 2016 года Дуглас перешёл в турецкий «Коньяспор». 6 февраля в матче против «Галатасарая» он дебютировал в турецкой Суперлиге. В 2017 году Барри помог клубу выиграть Кубок Турции.
Летом 2017 года Дуглас подписал контракт на 2,5 года с английским «Вулверхэмптон Уондерерс». 5 августа в матче против «Мидлсбро» он дебютировал в Чемпионшипе. 12 августа в поединке против «Дерби Каунти» Барри забил свой первый гол за «Вулверхэмптон Уондерерс». Летом 2018 года Барри перешёл в «Лидс Юнайтед», подписав контракт на 3 года. Сумма трансфера составила 3,4 млн. евро.

## Международная карьера
27 марта 2018 года в товарищеском матче против сборной Венгрии Дуглас дебютировал за сборной Шотландии.

## Достижения

### «Лех»
- Чемпион Польши: 2014/15
- Обладатель Суперкубка Польши: 2015

### «Коньяспор»
- Обладатель Кубка Турции: 2016/17

### «Вулверхэмптон Уондерерс»
- Победитель Чемпионшипа: 2017/18

### «Лидс Юнайтед»
- Победитель Чемпионшипа: 2019/20